# Nobuko Tsuchiura
Nobuko Tsuchiura (1900-1998) est une architecte et photographe japonaise. Elle est considérée comme la première femme architecte du Japon.

## Biographie
Nobuko Tsuchiura naît à Tokyo en 1900. À partir de 1921, elle se forme auprès de Frank Lloyd Wright, lors d'un de ses voyages au Japon. Puis, elle et son mari, l'architecte Kameki Tsuchiura, le suivent dans le Wisconsin, aux États-Unis. Le couple travaille comme dessinateurs dans le cabinet de Frank Lloyd Wright. Leurs croquis et dessins de construction sont montrés lors de l'exposition A Dream of Modern Architecture: The Work of Kameki and Nobuko Tsuchiura, au musée d'architecture en plein air Edo-Tokyo dans le parc Koganei à Tokyo.  
En 1929, après son retour au Japon en 1929, elle crée son propre cabinet d'architectes. Elle travaille avec son mari sur l'Imperial Hotel, à Tokyo. Outre la conception de maisons, l'entreprise est également connue pour la conception de meubles. Cependant, les réalisations de Nobuko Tsuchiura sont toujours présentées sous le nom de son mari. Leur style change et se rapproche du nouveau style international venu d'Europe. 
En 1937, elle fonde le Ladies Photo Club. À l'époque, la photographie est considérée comme une activité plus appropriée pour les femmes que l'architecture.
Après la Seconde Guerre mondiale, elle entreprend des études d'architecture. Elle est la première femme à être diplômée dans cette discipline, en 1953.
Nobuko Ogawa meurt en 1998. Un ouvrage posthume est publié sous le titre Big Little Nobu. Student of Frank Lloyd Wright Woman Architect Nobuko Tsuchiura.

## Reconnaissance
Nobuko Tsuchiura est considérée comme la première femme architecte du Japon.